# Turn- und Sportverein München von 1860 1996-1997
Questa voce raccoglie le informazioni riguardanti il Turn- und Sportverein München von 1860 nelle competizioni ufficiali della stagione 1996-1997.

## Stagione
Nella stagione 1996-1997 il Monaco 1860, allenato da Werner Lorant, concluse il campionato di Bundesliga al 7º posto. In Coppa di Germania il Monaco 1860 fu eliminato agli ottavi di finale dall'Amburgo. In Coppa Intertoto il Monaco 1860 fu eliminato nella fase a gironi.

## Rosa
| N. |                     | Ruolo | Calciatore       |
| -- | ------------------- | ----- | ---------------- |
| 1  | Germania (bandiera) | P     | Bernd Meier      |
| 3  | Germania (bandiera) | D     | Thomas Miller    |
| 4  | Svizzera (bandiera) | D     | Marco Walker     |
| 5  | Germania (bandiera) | D     | Rayk Schröder    |
| 7  | Germania (bandiera) | C     | Horst Heldt      |
| 8  | Germania (bandiera) | C     | Manfred Schwabl  |
| 9  | Germania (bandiera) | A     | Olaf Bodden      |
| 10 | Polonia (bandiera)  | C     | Piotr Nowak      |
| 11 | Germania (bandiera) | A     | Bernhard Winkler |
| 12 | Germania (bandiera) | P     | Rainer Berg      |
| 13 | Austria (bandiera)  | C     | Harald Cerny     |
| 14 | Germania (bandiera) | D     | Ronny Ernst      |

| N. |                                 | Ruolo | Calciatore       |
| -- | ------------------------------- | ----- | ---------------- |
| 15 | Germania (bandiera)             | D     | Holger Greilich  |
| 16 | Germania (bandiera)             | C     | Jens Jeremies    |
| 17 | Bulgaria (bandiera)             | C     | Daniel Borimirov |
| 18 | Bosnia ed Erzegovina (bandiera) | C     | Ivica Grlić      |
| 19 | Ghana (bandiera)                | C     | Abedi Pelé       |
| 20 | Serbia (bandiera)               | C     | Miroslav Stević  |
| 22 | Germania (bandiera)             | D     | Matthias Hamann  |
| 23 | Germania (bandiera)             | C     | Jörg Böhme       |
| 24 | Germania (bandiera)             | P     | Christian Holzer |
| 25 | Germania (bandiera)             | P     | Michael Hofmann  |
| 33 | Germania (bandiera)             | C     | Manfred Bender   |
| 34 | Stati Uniti (bandiera)          | C     | Matthew Okoh     |

## Organigramma societario
Area tecnica
- Allenatore: Werner Lorant
- Allenatore in seconda: Peter Pacult
- Preparatore dei portieri: Claus Boden
- Preparatori atletici:

## Calciomercato

### Sessione estiva
| Acquisti | Acquisti        | Acquisti              | Acquisti |
| R.       | Nome            | da                    | Modalità |
| -------- | --------------- | --------------------- | -------- |
| C        | Manfred Bender  | Karlsruhe             |          |
| C        | Jörg Böhme      | Eintracht Francoforte |          |
| P        | Michael Hofmann | Bayreuth              |          |
| C        | Abedi Pelé      | Torino                |          |
| D        | Rayk Schröder   | Union Berlino         |          |

| Cessioni | Cessioni        | Cessioni         | Cessioni |
| R.       | Nome            | a                | Modalità |
| -------- | --------------- | ---------------- | -------- |
| C        | Jens Dowe       | Amburgo          |          |
| D        | Elvis Brajković | Rijeka           |          |
| P        | Markus Lach     | Kufstein         |          |
| C        | René Rydlewicz  | Bayer Leverkusen |          |

### Sessione invernale
| Acquisti | Acquisti | Acquisti | Acquisti |
| R.       | Nome     | da       | Modalità |
| -------- | -------- | -------- | -------- |

| Cessioni | Cessioni            | Cessioni              | Cessioni |
| R.       | Nome                | a                     | Modalità |
| -------- | ------------------- | --------------------- | -------- |
| D        | Alexander Kutschera | Eintracht Francoforte |          |

## Risultati

### Bundesliga

#### Girone di andata
| Arbitro: | Merk |

|                         |           |                      |
| Winkler 70’ (rig.), 76’ | Marcatori | 86’ (aut.) Kutschera |

| Arbitro: | Heynemann |

|            |           |  |
| Vlădoiu 5’ | Marcatori |  |

| Arbitro: | Strampe |

|             |           |                                         |
| Schwabl 38’ | Marcatori | 58’ (rig.) Zorc 72’ Möller 89’ Heinrich |

| Düsseldorf 28 agosto 1996, ore 19:30 CEST 4ª giornata | Fortuna Düsseldorf | 0 – 0 referto | Monaco 1860 | Rheinstadion (11 500 spett.)\| Arbitro: \| Malbranc \| |
| Arbitro:                                              | Malbranc           |               |             |                                                        |

| Arbitro: | Fandel |

|                           |           |  |
| Happe 2’ Kirsten 19’, 89’ | Marcatori |  |

| Arbitro: | Steinborn |

|                                          |           |  |
| Borimirov 57’, 76’ Nowak 73’ Winkler 80’ | Marcatori |  |

| Arbitro: | Aust |

|                                |           |                                                      |
| Beinlich 19’ (rig.) Studer 23’ | Marcatori | 36’ Walker 45’ (aut.) März 54’ Winkler 90’ Borimirov |

| Arbitro: | Berg |

|                      |           |                                               |
| Winkler 11’ Pelé 89’ | Marcatori | 23’, 58’ Élber 25’ Hagner 63’ Soldo 69’ Bobic |

| Arbitro: | Kemmling |

|           |           |  |
| Villa 83’ | Marcatori |  |

| Arbitro: | Jansen |

|                                                   |           |                                |
| Winkler 25’ Borimirov 68’ Jeremies 73’ Walker 76’ | Marcatori | 64’ Scharping 81’ Stanislawski |

| Arbitro: | Best |

|                         |           |                        |
| Guðjónsson 61’ Reis 67’ | Marcatori | 25’ Winkler 66’ Walker |

| Arbitro: | Koop |

|              |           |             |
| Jeremies 15’ | Marcatori | 33’ Nijhuis |

| Arbitro: | Berg |

|            |           |           |
| Babbel 34’ | Marcatori | 55’ Nowak |

| Arbitro: | Fandel |

|           |           |                                |
| Heldt 26’ | Marcatori | 40’ Molata 55’ Kuntz 90’ Reina |

| Arbitro: | Malbranc |

|                                                       |           |             |
| Mulder 15’ Wilmots 38’ Anderbrügge 72’ (rig.) Max 76’ | Marcatori | 45’ Winkler |

| Arbitro: | Weber |

|             |           |            |
| Winkler 54’ | Marcatori | 53’ Dundee |

| Arbitro: | Jansen |

|          |           |              |
| Bode 85’ | Marcatori | 8’ Borimirov |

#### Girone di ritorno
| Arbitro: | Fröhlich |

|                              |           |                                       |
| Cardoso 57’ Spörl 75’ (rig.) | Marcatori | 68’, 84’ Borimirov 70’ (rig.) Winkler |

| Arbitro: | Krug |

|                        |           |              |
| Trares 52’ Winkler 84’ | Marcatori | 90’ Munteanu |

| Arbitro: | Strampe |

|                                                      |           |               |
| Riedle 22’ Sousa 34’ Chapuisat 45’ (rig.) Kohler 50’ | Marcatori | 41’ Borimirov |

| Arbitro: | Heynemann |

|                                  |           |  |
| Bender 52’ Cerny 85’ Winkler 90’ | Marcatori |  |

| Arbitro: | Jansen |

|                            |           |  |
| Cerny 23’ Winkler 41’, 54’ | Marcatori |  |

| Arbitro: | Fröhlich |

|                           |           |                  |
| Burić 50’ Heidenreich 68’ | Marcatori | 23’, 31’ Winkler |

| Arbitro: | Weber |

|                       |           |  |
| Winkler 65’ Cerny 71’ | Marcatori |  |

| Arbitro: | Fleske |

|                    |           |                 |
| Balăkov 13’ (rig.) | Marcatori | 7’ (aut.) Posch |

| Arbitro: | Zerr |

|                                               |           |  |
| Effenberg 53’ (aut.) Borimirov 54’ Bender 59’ | Marcatori |  |

| Amburgo 12 aprile 1997, ore 15:30 CEST 27ª giornata | St. Pauli | 0 – 0 referto | Monaco 1860 | Millerntor-Stadion (20 725 spett.)\| Arbitro: \| Koop \| |
| Arbitro:                                            | Koop      |               |             |                                                          |

| Arbitro: | Kemmling |

|  |           |            |
|  | Marcatori | 20’ Donkov |

| Arbitro: | Krug |

|                     |           |                                       |
| Salou 15’ Skoog 78’ | Marcatori | 64’ Nowak 67’ (rig.) Heldt 79’ Trares |

| Arbitro: | Weber |

|                          |           |                                      |
| Heldt 15’, 18’ Böhme 82’ | Marcatori | 45’ Klinsmann 57’ Scholl 88’ Jancker |

| Arbitro: | Berg |

|                       |           |                     |
| Kuntz 14’, 82’ (rig.) | Marcatori | 7’, 25’, 54’ Bodden |

| Arbitro: | Fröhlich |

|                             |           |         |
| Hamann 19’ Heldt 36’ (rig.) | Marcatori | 51’ Max |

| Arbitro: | Aust |

|                              |           |  |
| Häßler 5’ Keller 6’ Fink 85’ | Marcatori |  |

| Arbitro: | Steinborn |

|  |           |                            |
|  | Marcatori | 44’ Herzog 72’, 75’ Hobsch |

### Coppa di Germania
| Arbitro: | Schößling |

|            |           |                                             |
| Gorges 38’ | Marcatori | 8’, 76’, 89’ Winkler 60’ Walker 86’ Schwabl |

| Arbitro: | Fleske |

|                                    |           |                                               |
| Milovanović 20’ (rig.) Kovacec 31’ | Marcatori | 15’ Nowak 30’ Winkler 69’ Borimirov 84’ Cerny |

| Arbitro: | Heynemann |

|               |           |                       |
| Borimirov 68’ | Marcatori | 65’ Schopp 80’ Schupp |

### Coppa Intertoto
| Arbitro: | Détruche |

|                   |           |            |
| Dimitrov 14’, 32’ | Marcatori | 83’ Bodden |

| 29 giugno 1996 2ª giornata |  | – Turno di riposo |  |  |

| Arbitro: | Prolic |

|                                     |           |  |
| Bodden 61’, 78’, 88’, 89’ Cerny 63’ | Marcatori |  |

| Arbitro: | Beusan |

|  |           |                     |
|  | Marcatori | 14’ Cerny 52’ Nowak |

| Arbitro: | Leduc |

|  |           |                 |
|  | Marcatori | 71’ Jishkariani |

## Statistiche

### Statistiche di squadra
| Competizione      | Punti | In casa | In casa | In casa | In casa | In casa | In casa | In trasferta | In trasferta | In trasferta | In trasferta | In trasferta | In trasferta | Totale | Totale | Totale | Totale | Totale | Totale | DR  |
| Competizione      | Punti | G       | V       | N       | P       | Gf      | Gs      | G            | V            | N            | P            | Gf           | Gs           | G      | V      | N      | P      | Gf     | Gs     | DR  |
| ----------------- | ----- | ------- | ------- | ------- | ------- | ------- | ------- | ------------ | ------------ | ------------ | ------------ | ------------ | ------------ | ------ | ------ | ------ | ------ | ------ | ------ | --- |
| Bundesliga        | 49    | 17      | 9       | 3       | 5       | 34      | 25      | 17           | 4            | 7            | 6            | 22           | 31           | 34     | 13     | 10     | 11     | 56     | 56     | 0   |
| Coppa di Germania | -     | 1       | 0       | 0       | 1       | 1       | 2       | 2            | 2            | 0            | 0            | 9            | 3            | 3      | 2      | 0      | 1      | 10     | 5      | +5  |
| Coppa Intertoto   | -     | 2       | 1       | 0       | 1       | 5       | 1       | 1            | 1            | 0            | 0            | 2            | 0            | 3      | 2      | 0      | 1      | 7      | 1      | +6  |
| Totale            | 49    | 20      | 10      | 3       | 7       | 40      | 28      | 20           | 7            | 7            | 6            | 33           | 34           | 40     | 17     | 10     | 13     | 73     | 62     | +11 |

### Andamento in campionato
| Giornata  | 1 | 2 | 3  | 4  | 5  | 6  | 7 | 8  | 9  | 10 | 11 | 12 | 13 | 14 | 15 | 16 | 17 | 18 | 19 | 20 | 21 | 22 | 23 | 24 | 25 | 26 | 27 | 28 | 29 | 30 | 31 | 32 | 33 | 34 |
| --------- | - | - | -- | -- | -- | -- | - | -- | -- | -- | -- | -- | -- | -- | -- | -- | -- | -- | -- | -- | -- | -- | -- | -- | -- | -- | -- | -- | -- | -- | -- | -- | -- | -- |
| Luogo     | C | T | C  | T  | T  | C  | T | C  | T  | C  | T  | C  | T  | C  | T  | C  | T  | T  | C  | T  | C  | C  | T  | C  | T  | C  | T  | C  | T  | C  | T  | C  | T  | C  |
| Risultato | V | P | P  | N  | P  | V  | V | P  | P  | V  | N  | N  | N  | P  | P  | N  | N  | V  | V  | P  | V  | V  | N  | V  | N  | V  | N  | P  | V  | N  | V  | V  | P  | P  |
| Posizione | 5 | 9 | 10 | 11 | 14 | 11 | 9 | 10 | 11 | 10 | 11 | 9  | 9  | 9  | 12 | 14 | 14 | 11 | 10 | 12 | 10 | 10 | 10 | 8  | 8  | 6  | 6  | 6  | 6  | 6  | 6  | 6  | 6  | 7  |

Legenda:

Luogo: C = Casa; T = Trasferta. Risultato: V = Vittoria; N = Pareggio; P = Sconfitta.

### Statistiche dei giocatori
| Giocatore    | Bundesliga | Bundesliga | Bundesliga  | Bundesliga | Coppa di Germania | Coppa di Germania | Coppa di Germania | Coppa di Germania | Coppa Intertoto | Coppa Intertoto | Coppa Intertoto | Coppa Intertoto | Totale   | Totale | Totale      | Totale     |
| Giocatore    | Presenze   | Reti       | Ammonizioni | Espulsioni | Presenze          | Reti              | Ammonizioni       | Espulsioni        | Presenze        | Reti            | Ammonizioni     | Espulsioni      | Presenze | Reti   | Ammonizioni | Espulsioni |
| ------------ | ---------- | ---------- | ----------- | ---------- | ----------------- | ----------------- | ----------------- | ----------------- | --------------- | --------------- | --------------- | --------------- | -------- | ------ | ----------- | ---------- |
| M. Bender    | 24         | 2          | 2           | 0          | 1                 | 0                 | 0                 | 0                 | 0               | 0               | 0               | 0               | 25       | 2      | 2           | 0          |
| R. Berg      | 23         | 0          | 1           | 0          | 1                 | 0                 | 0                 | 0                 | 2               | 0               | 0               | 0               | 26       | 0      | 1           | 0          |
| O. Bodden    | 9          | 3          | 1           | 0          | 1                 | 0                 | 0                 | 0                 | 3               | 5               | 3               | 0               | 13       | 8      | 4           | 0          |
| D. Borimirov | 31         | 9          | 5           | 0          | 3                 | 2                 | 1                 | 0                 | 2               | 0               | 0               | 0               | 36       | 11     | 6           | 0          |
| J. Böhme     | 15         | 1          | 4           | 0          | 2                 | 0                 | 1                 | 0                 | 3               | 0               | 0               | 0               | 20       | 1      | 5           | 0          |
| H. Cerny     | 34         | 3          | 0           | 0          | 3                 | 1                 | 0                 | 0                 | 4               | 2               | 0               | 0               | 41       | 6      | 0           | 0          |
| J. Dowe      | 0          | 0          | 0           | 0          | 0                 | 0                 | 0                 | 0                 | 2               | 0               | 0               | 0               | 2        | 0      | 0           | 0          |
| R. Ernst     | 8          | 0          | 0           | 0          | 1                 | 0                 | 0                 | 0                 | 4               | 0               | 0               | 0               | 13       | 0      | 0           | 0          |
| H. Greilich  | 22         | 0          | 6           | 0          | 2                 | 0                 | 0                 | 0                 | 4               | 0               | 0               | 0               | 28       | 0      | 6           | 0          |
| I. Grlić     | 0          | 0          | 0           | 0          | 0                 | 0                 | 0                 | 0                 | 0               | 0               | 0               | 0               | 0        | 0      | 0           | 0          |
| M. Hamann    | 13         | 1          | 4           | 0          | 1                 | 0                 | 1                 | 0                 | 2               | 0               | 0               | 0               | 16       | 1      | 5           | 0          |
| H. Heldt     | 27         | 5          | 3           | 0          | 3                 | 0                 | 0                 | 0                 | 3               | 0               | 0               | 0               | 33       | 5      | 3           | 0          |
| M. Hofmann   | 0          | 0          | 0           | 0          | 0                 | 0                 | 0                 | 0                 | 0               | 0               | 0               | 0               | 0        | 0      | 0           | 0          |
| C. Holzer    | 0          | 0          | 0           | 0          | 0                 | 0                 | 0                 | 0                 | 0               | 0               | 0               | 0               | 0        | 0      | 0           | 0          |
| J. Jeremies  | 27         | 2          | 9           | 2          | 1                 | 0                 | 1                 | 0                 | 0               | 0               | 0               | 0               | 28       | 2      | 10          | 2          |
| A. Kutschera | 8          | 0          | 0           | 0          | 1                 | 0                 | 0                 | 0                 | 2               | 0               | 0               | 0               | 11       | 0      | 0           | 0          |
| B. Meier     | 11         | 0          | 0           | 0          | 2                 | 0                 | 0                 | 0                 | 2               | 0               | 0               | 0               | 15       | 0      | 0           | 0          |
| T. Miller    | 23         | 0          | 2           | 0          | 3                 | 0                 | 1                 | 0                 | 1               | 0               | 0               | 0               | 27       | 0      | 3           | 0          |
| P. Nowak     | 27         | 3          | 5           | 0          | 2                 | 1                 | 0                 | 0                 | 4               | 1               | 1               | 0               | 33       | 5      | 6           | 0          |
| M. Okoh      | 2          | 0          | 0           | 0          | 0                 | 0                 | 0                 | 0                 | 0               | 0               | 0               | 0               | 2        | 0      | 0           | 0          |
| A. Pelé      | 25         | 1          | 2           | 0          | 1                 | 0                 | 0                 | 0                 | 0               | 0               | 0               | 0               | 26       | 1      | 2           | 0          |
| R. Schröder  | 7          | 0          | 2           | 0          | 2                 | 0                 | 0                 | 0                 | 2               | 0               | 0               | 0               | 11       | 0      | 2           | 0          |
| M. Schwabl   | 28         | 1          | 9           | 0          | 3                 | 1                 | 1                 | 0                 | 3               | 0               | 2               | 0               | 34       | 2      | 12          | 0          |
| M. Stević    | 15         | 0          | 3           | 0          | 0                 | 0                 | 0                 | 0                 | 3               | 0               | 0               | 0               | 18       | 0      | 3           | 0          |
| B. Trares    | 31         | 2          | 7           | 1          | 3                 | 0                 | 2                 | 1                 | 3               | 0               | 1               | 0               | 37       | 2      | 10          | 2          |
| M. Walker    | 31         | 3          | 5           | 1          | 3                 | 1                 | 1                 | 0                 | 4               | 0               | 0               | 0               | 38       | 4      | 6           | 1          |
| B. Winkler   | 27         | 17         | 2           | 0          | 2                 | 4                 | 1                 | 0                 | 2               | 0               | 0               | 1               | 31       | 21     | 3           | 1          |